# Paral·lel 64° sud
El paral·lel 64° sud és una línia de latitud que es troba a 64 graus sud de la línia equatorial terrestre. Travessa l'oceà Antàrtic i l'Antàrtida.
En aquesta latitud el sol és visible durant 21 hores, 1 minut durant el solstici d'hivern i 4 hores, 12 minuts durant el solstici d'estiu.

## Geografia
En el sistema geodèsic WGS84, al nivell de 64° de latitud sud, un grau de longitud equival a 48,932 km; la longitud total del paral·lel és de 17.616 km, que és aproximadament 44,0% de la de l'equador, del que es troba a 7.100 km i a 2.902 km del pol Sud

## Arreu del món
A partir del Meridià de Greenwich i cap a l'est, el paral·lel 64° sud passa per: 
| Coordenades                             | País. Territori o mar | Notes |
| --------------------------------------- | --------------------- | --- |
| 64° 0′ S, 0° 0′ E / 64.000°S,0.000°E    | Oceà Antàrtic         | Al sud de l'oceà Atlàntic Al sud de l'oceà Índic Al sud de l'oceà Pacífic Al sud de l'oceà Atlàntic - passa al nord de l'illa Brabant, a la península Antàrtica |
| 64° 0′ S, 61° 57′ O / 64.000°S,61.950°O | Antàrtida             | Illa Liège, reclamat per Argentina, Xile i Regne Unit |
| 64° 0′ S, 61° 50′ O / 64.000°S,61.833°O | Oceà Antàrtic         | Al sud de l'oceà Atlàntic |
| 64° 0′ S, 60° 35′ O / 64.000°S,60.583°O | Antàrtida             | Península Antàrtica i illa James Ross, reclamat per Argentina, Xile i Regne Unit                                                                                |
| 64° 0′ S, 57° 31′ O / 64.000°S,57.517°O | Oceà Antàrtic         | Al sud de l'oceà Atlàntic |